# Orthodoxe Majesteit

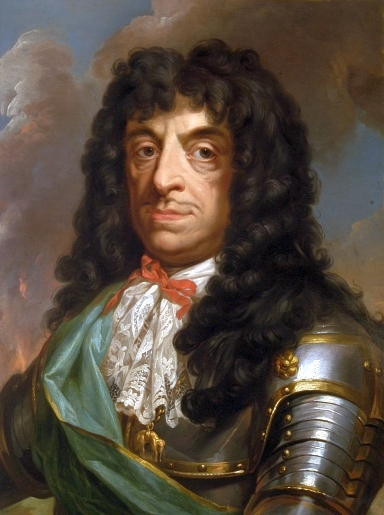
Jan II Casimir

Orthodoxe Majesteit is de titel van Poolse koningen.
De titel werd in 1661 door paus Alexander VII verleend aan koning Jan II Casimir en zijn opvolgers op de Poolse troon. Dit gebeurde als dank voor het verdrijven van de socinianen uit Polen in 1658. Aanvankelijk werd de titel gebruikt door de Poolse koningen, maar na verloop van tijd raakte hij in onbruik. Dit kwam doordat de term 'orthodox' vaak werd geassocieerd met de oosters-orthodoxe kerk, wat verwarring veroorzaakte. De laatste koning die de titel af en toe gebruikte, was Jan III Sobieski. Hij ontving in 1684 van de paus de titel "Fidei Defensor".

## Voetnoten
1. ↑  McLachlan, H. (1950). Essays and Addresses. Manchester University Press. p. 13.